# 云南海金沙
云南海金沙（学名：Lygodium yunnanense）为海金沙科海金沙属下的一个种。其种加词“yunnanense”意为“云南的”。